# ももクロ夏のバカ騒ぎ SUMMER DIVE 2012 西武ドーム大会
『ももクロ夏のバカ騒ぎ SUMMER DIVE 2012 西武ドーム大会』（ももクロなつのバカさわぎ サマーダイブ にせんじゅうに せいぶドームたいかい）は、2012年8月5日に開催されたライブ。
Blu-ray & DVDとして発売されており、DVDはレンタルにも対応している。

## 概要
デビュー時からのコンセプトである「和」を前面に打ち出し”日本の夏”を体現したライブ。グループ初のドーム公演であり、プロ野球を意識したセット・演出・衣装も随所に見受けられた。メンバーの高城れには冒頭のMCで「ライブが終わる頃には西武ドームの屋根がブチ壊れてるぐらい、満点バカホームランをバンバン打ちたいと思います」と宣言。場内中央のステージを約3万7000人の観客が取り囲む360度パノラマ状態で行われた。ライブビューイングも実施され、全国の映画館やライブハウス（のべ約1万3000人）に加え、香港と台湾の映画館でも生中継された。
また、ライブ中に公式ファンクラブ『ANGEL EYES』の発足が発表された。

## セットリスト
オープニング
ゲストの吉田兄弟が「モダン」「overture〜ももいろクローバーZ参上!!〜」を三味線演奏
1. ワニとシャンプー
ライブ映像 - GYAO!
2. PUSH
3. Z女戦争
4. DNA狂詩曲
5. CONTRADICTION
6. D'の純情
7. キミノアト
8. ミライボウル
9. もリフだョ!全員集合
10. 天手力男
11. キミとセカイ
12. BIONIC CHERRY
13. ニッポン笑顔百景
ももクロメンバーが演じる「桃黒亭一門」が登場し、9月5日にリリースされる同曲を初披露した。この曲の収録には落語家の林家木久扇が参加しており、会場ではVTRでのメッセージも流された。さらに木久扇が送り込んだ林家一門の「秘密兵器」として、林家ペー・パー子がゲストで登場した。
14. ピンキージョーンズ
15. 労働讃歌
ライブ映像 - GYAO!
16. Chai Maxx
17. サンタさん
18. 行くぜっ!怪盗少女
19. スターダストセレナーデ
20. ココ☆ナツ
21. ももクロのニッポン万歳!
22. コノウタ
23. 走れ!（アンコール）
24. 猛烈宇宙交響曲・第七楽章「無限の愛」（アンコール）
ライブ映像 - GYAO!
25. オレンジノート（アンコール）
26. あの空へ向かって（アンコール）

特典映像ディスク（DVD BOX と Blu-ray BOXのみ付属）
1. ももクロ夏のバカ騒ぎ Summer Dive 2012 Tour -開幕戦- 6.17 NHKホール大会
2. 西武ドーム舞台裏「ももクロ史上最大の”バカ”はこうして作られた」
3. NHK&各地ツアー舞台裏「日本全国バカ騒ぎ2012傑作選～バックヤード編～」

## ももクロ夏のバカ騒ぎ Summer Dive 2012 Tour -開幕戦- 6.17 NHKホール大会
先立って行われたライブツアー『ももクロ夏のバカ騒ぎ Summer Dive 2012 Tour』の模様は、Blu-ray BOXとDVD BOXにのみ、収録されている（初回限定版という扱いであるが、継続的に販売されている）。2012年6月17日に「NHKホール大会」として行われた開幕戦（初日公演）は完全収録されており、副音声にはライブの実況・解説も含まれている。
- 実況　矢野武
- 解説　山里亮太、川上アキラ

当時グループが目標としていた紅白歌合戦の舞台、NHKホールにおける初めての公演となった。「会場全体がステージ」というコンセプトであり、2階席や3階席など会場の至る所をメンバーが走り回り歌を届けた。路上ライブからスタートし、家電量販店などでのライブを重ねてきたグループということもあり、高城れにが「どこでもね、立てばステージになるんですよ!」と言い客席を盛り上げる場面もあった。以下がセットリストである。
1. 猛烈宇宙交響曲・第七楽章「無限の愛」
2. PUSH
3. ピンキージョーンズ
4. CONTRADICTION
5. DNA狂詩曲
6. BIONIC CHERRY
7. LOST CHILD
8. みてみて☆こっちっち
9. ワニとシャンプー
10. 事務所にもっと推され隊 / 事務所に推され隊（有安杏果＆高城れに）
11. だって あーりんなんだもーん☆ / 佐々木彩夏
12. 涙目のアリス / 玉井詩織
13. 渚のラララ / 百田夏菜子
14. Chai Maxx
15. 行くぜっ! 怪盗少女
16. ももクロのニッポン万歳!
17. オレンジノート
18. コノウタ
19. Z女戦争（アンコール）
20. ココ☆ナツ（アンコール）
21. Z伝説 ～終わりなき革命～（アンコール）
22. 走れ!（アンコール）
23. スターダストセレナーデ（ダブル・アンコール）
予定されておらず、急遽アカペラで歌うこととなった。